# (3328) Interposita
(3328) Interposita es un asteroide perteneciente al cinturón de asteroides, descubierto el 21 de agosto de 1985 por Thomas Schildknecht desde el Observatorio de Berna-Zimmerwald, Berna, Suiza.

## Designación y nombre
Designado provisionalmente como 1985 QD1. Fue nombrado Interposita porque el descubrimiento se realizó al tiempo que cambiaban la película.